# Т-25 (танкетка)
Т-25 — опытная советская лёгкая танкетка времён межвоенного периода, разработанная на заводе «Большевик» в 1930 году на базе танкетки Т-23. Был построен один опытный прототип, серийно не производилась.

## История
Ввиду того, что танкетки серии Т-17–Т-23 не удовлетворяли военных, конструкторы завода «Большевик», решили сделать танкетку на основе Т-23. Проект танкетки, которую назвали Т-25, был разработан в 1930 году. Его показали тов. Сталину, и он ему понравился. Вскоре планировалось изготовить опытный экземпляр, но к этому времени был готов проект танкетки Т-27, и все работы по Т-25 прекратились.

## Конструкция

### Вооружение
Пушка калибром 45 мм. 20К обр. 1932 г. устанавливалась в башне.

### Ходовая часть
Разработана как половина ходовой части от Т-35. Четыре катка среднего диаметра, три маленьких поддерживающих катка, ленивец и звёздочка. Подвеска прикрыта щитом.